# Chubut (folyó)
A Chubut egy folyó Argentínában, Patagónia északi részén. Neve az araukán nyelvből ered, jelentése: kanyargós. Róla kapta a nevét Chubut tartomány is.

## Leírás
A Chubut az Andok keleti oldalán ered a Cerro de las Carreras csúcs közelében, körülbelül 900 m-es tengerszint feletti magasságban, Río Negro tartomány területén, de hosszának legnagyobb része Chubut tartományban található. Fő folyásirányát tekintve kelet–délkelet felé halad, majd 810 km megtétele után, keresztülszelve Patagónia északi részét az Atlanti-óceánba torkollik. Egyik legjellegzetesebb szakasza a Valle de los Altares nevű völgy, ahol látványos hegyek között folyik.
A folyó főleg felső és középső szakaszán rendkívül kanyargós. Torkolatától mintegy 150 km-re épült fel a Florentino Ameghino nevű vízerőmű, amely kb. 80 kilométerre visszaduzzasztja a folyó vizét. Az erőmű gátjánál az átlagos vízhozam 47 m³/s. Az alsó szakaszon vizének jó részét öntözésre használják.
Mivel a Chubut vízgyűjtő területén a csapadék eloszlása is szeszélyes, valamint a hegyekben, a felső folyásánál nincsenek tavak, amelyek a vízszintjét szabályozni tudnák, ezért vízjárása igen ingadozó: vízhozama novemberben akár 4,5-szöröse is lehet a februárinak.

## Képek

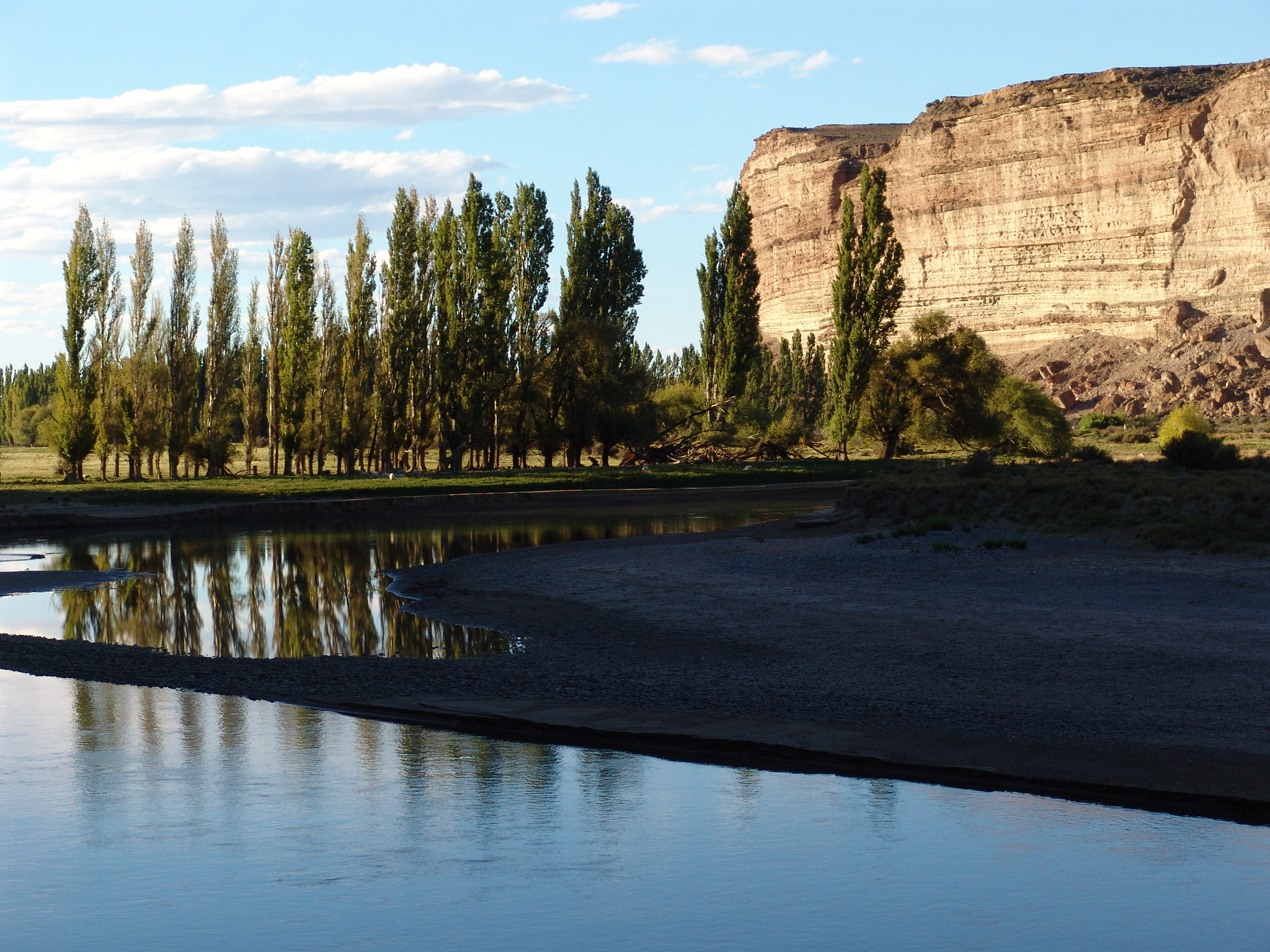
A Valle de los Altares
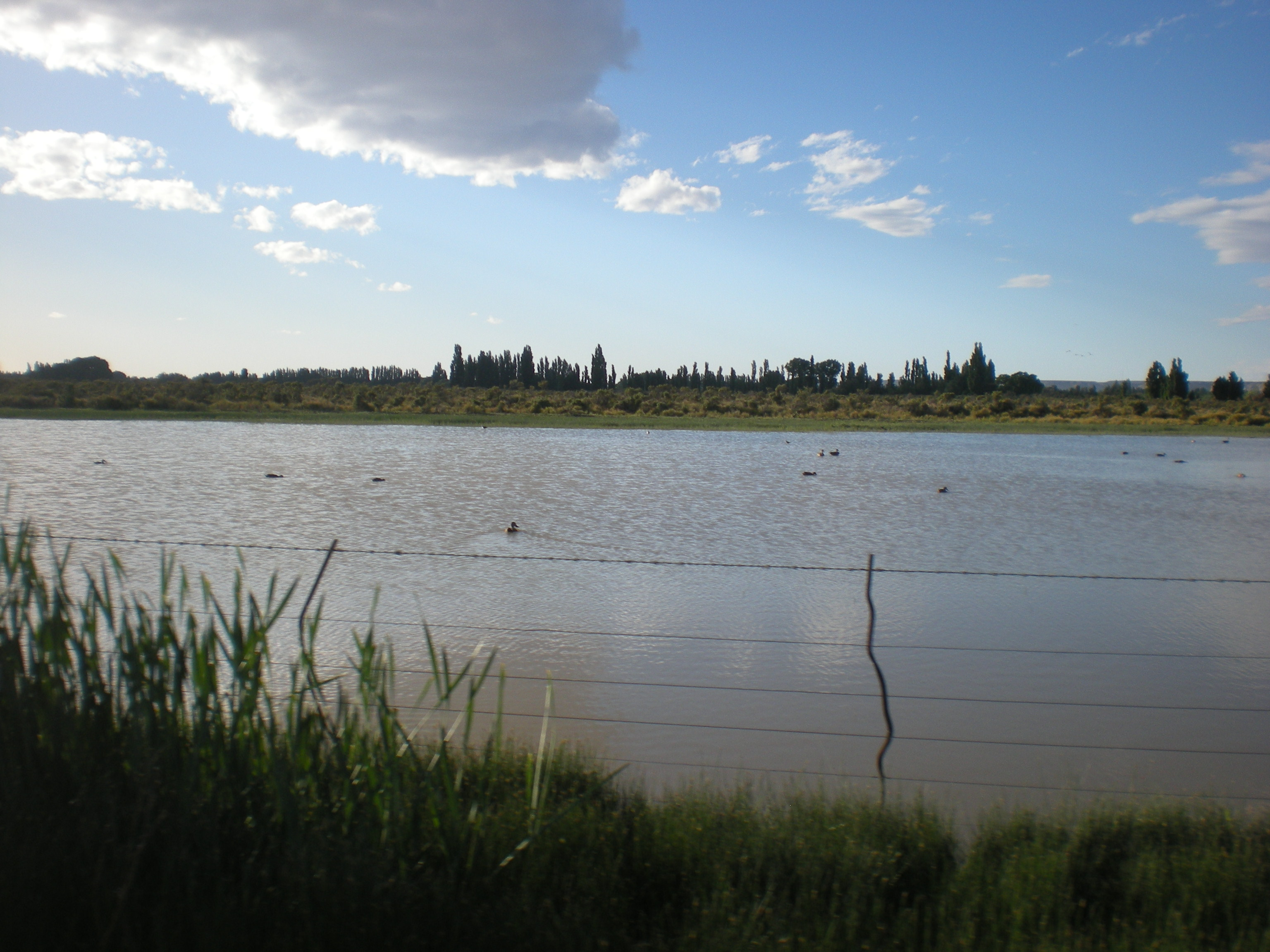
A folyó alsó szakasza
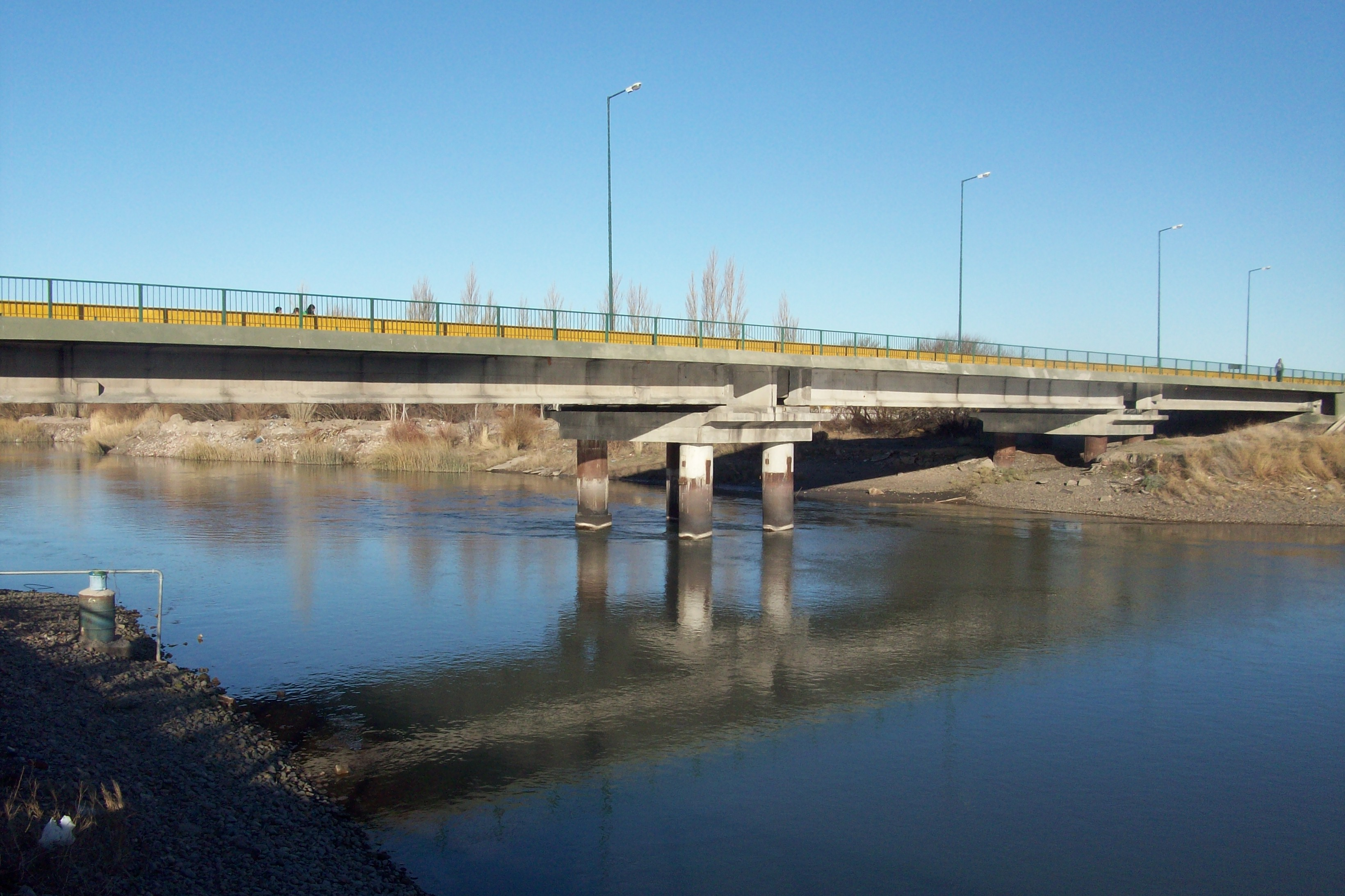
Híd a folyón Rawsonnál
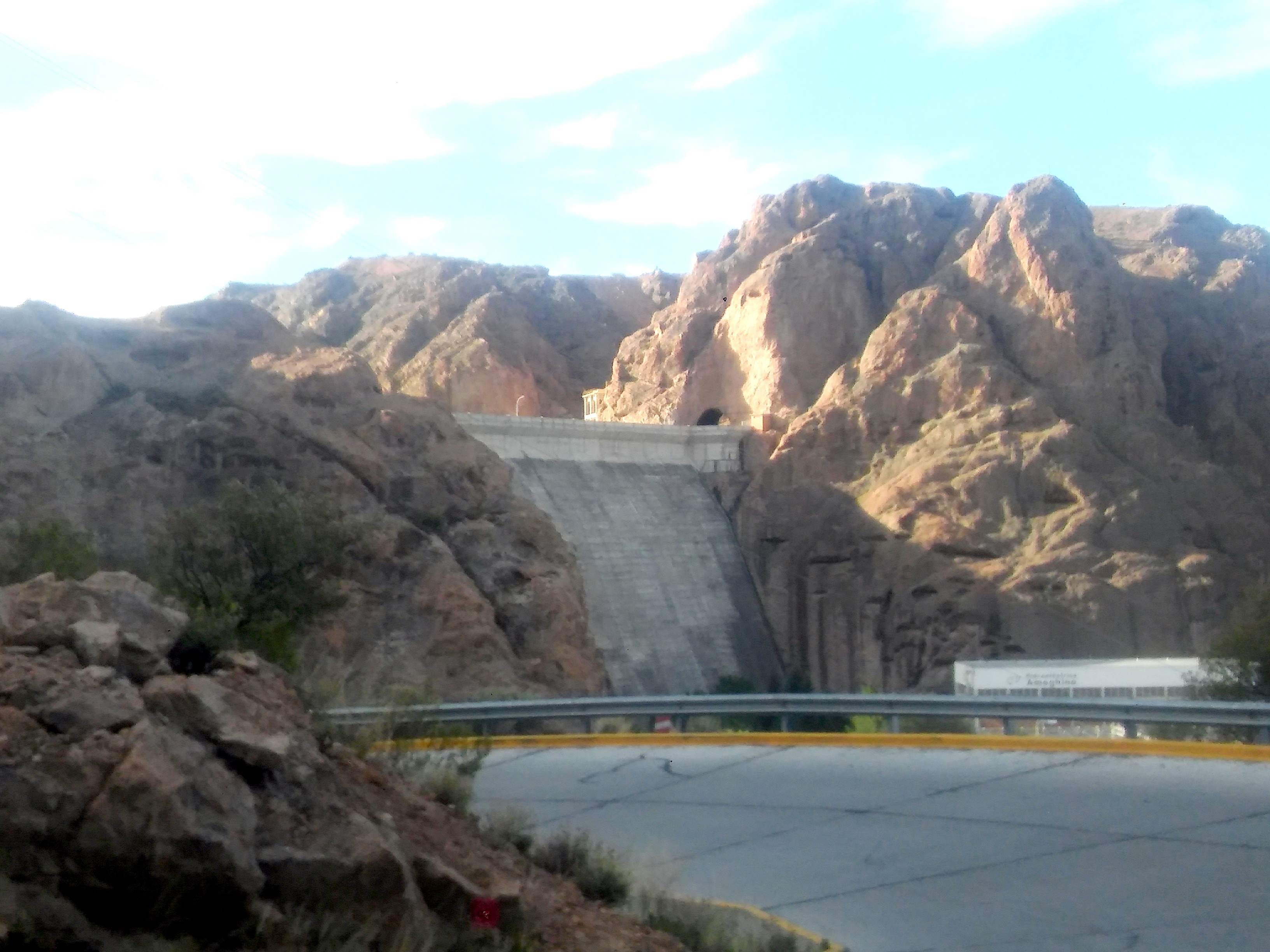
A Florentino Ameghino vízerőmű